# Kwas nadjodowy
Kwas nadjodowy – nieorganiczny związek chemiczny, kwas tlenowy jodu na stopniu utlenienia VII. W zależności od zawartości wody w cząsteczce występuje w postaci orto (o wzorze H5IO6) i meta (o wzorze HIO4).

## Właściwości
Kwas nadjodowy jest białym ciałem stałym, rozpuszczalnym w wodzie (około 3 kg/l w 20 °C) oraz w alkoholu etylowym. Występuje w postaci rozpływających się w powietrzu kryształów. Jego temperatura topnienia zawiera się w granicach 124–127 °C. Powyżej tej temperatury następuje rozkład, podczas którego powstaje woda, tlen oraz tlenek jodu(V).
pH jego wodnych roztworów wynosi około 1,2 (100 g/l H2O w 20 °C). Ma właściwości higroskopijne.

## Otrzymywanie
Kwas nadjodowy jest otrzymywany przez anodowe utlenienie kwasu jodowego.

## Zastosowanie
Kwas ortojodowy jest używany w chemii organicznej do badania struktury związków organicznych. Może on oddzielać dwie grupy hydroksylowe z grup aldehydowych, znajdujących się przy sąsiadujących atomach węgla. Jest to pomocne przy określaniu struktur węglowodanów.

## Toksyczność
Substancja, podobnie jak w przypadku innych związków jodu, powoduje uczulenie. Może powodować astmę, zapalenie oskrzeli czy też wysypkę.
Przy spożyciu występują oparzenia przełyku i żołądka. Działa parząco na oczy.

## Pierwsza pomoc
Przy kontakcie substancji z oczami lub skórą należy przemyć je dużą ilością wody (w wypadku oczu – przy szeroko odchylonej powiece).
Po spożyciu należy podać choremu dużą ilość wody. Nie powinno się wywoływać wymiotów (aby nie doprowadzić do perforacji przewodu pokarmowego) oraz zobojętniać substancji.
Ponadto należy skontaktować się z lekarzem.